# Lespezi
Lespezi è un comune della Romania di 5 980 abitanti, ubicato nel distretto di Iași, nella regione storica della Moldavia.
Il  comune  è  formato  dall'unione  di  6  villaggi:  Buda,  Bursuc-Deal,  Bursuc-Vale,  Dumbrava,  Heci,  Lespezi.